# Elaeocyma ricaudae
Elaeocyma ricaudae é uma espécie de gastrópode do gênero Elaeocyma, pertencente à família Drilliidae.